# Haute-Loire
Haute-Loire (Thượng Loa) là một tỉnh của Pháp, thuộc vùng hành chính Auvergne-Rhône-Alpes, tỉnh lỵ Le Puy-en-Velay, bao gồm 3 quận với các quận lỵ còn lại là: Brioude, Yssingeaux.